# 포항 보경사 서운암 동종
사인비구 제작 동종 - 포항보경사서운암동종(思印比丘 製作 銅鍾 - 浦項寶鏡寺瑞雲庵銅鍾)은 대한민국 경상북도 포항시, 보경사에 있는 조선시대의 동종이다. 조선 현종 8년, 1667년에 제작되었다. 2000년 2월 15일 대한민국의 보물 제11-1호로 지정되었다.

## 개요
조선 숙종 때 경기도와 경상도 지역에서 활동한 승려인 사인비구에 의해서 만들어진 조선시대 종이다.
사인비구는 18세기 뛰어조기법에 독창성을 합친 종을 만들었다. 현재 그의 작품 8구가 서로 다른 특징을 보이며 전해지고 있다.
이 종은 사인비구가 만든 종 중에서 가장 앞선 것으로, 꼭대기에는 종을 매달기 위한 둥근 고리가 있다. 어깨 부분에는 인물상이 새겨진 40개의 연꽃잎을 세워 두어 넓은 띠를 형성하였다.
이 띠 아래로는 일반적으로 9개의 돌기가 있는 것에 반해 5개의 돌기를 가지고 있는 사각형 모양의 유곽이 4곳에 있고, 그 사이사이에는 부처의 말씀인 진언(眞言)을 새겨 이 종의 특징이 되고 있다.
비록 크기는 작지만 사인비구의 중요한 자료가 되고 있다.

## 보물 지정사유
지금까지 알려진 사인비구가 주성한 종 가운데 조성연대가 가장 앞선 것으로, 비록 종의 규모는 작지만 사인비구의 초기 종 연구에 사료적 가치가 있다. 둥근 고리모양의 종뉴를 갖추었으며, 입상대(入上帶)에 이어 마련된 상대를 비롯, 네모꼴 유곽과 하대가 잘 남아있다. 상대는 연화보상화문을 정교하게 돋을 새김하였으며, 하대는 다소 간략한 형태의 당초문을 장식하였다. 입상대는 모두 40개의 세운 연꼭잎모양으로 각 잎마다 인물상을 안치하였으며, 유곽은 일반적으로 볼 수 있는 9개의 유두 대신 5개의 유두를 설치하였다. 유곽사이의 각 여백에도 보살상이나 위패모양이 아닌 "육자대왕진언"을 배치함으로써 다른 종들과는 달리 '진언(眞言)'을 문양화하고 있음이 특징이다.

## 같이 보기
- 사인비구 제작 동종
- 보경사

## 참고 자료
- 사인비구 제작 동종 - 포항보경사서운암동종 - 국가유산청 국가유산포털